# Руду-Шургуял
Руду́-Шургуя́л (рос. Руду-Шургуял, марій. Рӱдӧ Шӱргыял) — присілок у складі Куженерського району Марій Ел, Росія. Входить до складу Шорсолинського сільського поселення.

## Населення
Населення — 90 осіб (2010; 91 у 2002).
Національний склад (станом на 2002 рік):
- марі — 100 %